# Clymenura johnstoni
Clymenura johnstoni är en ringmaskart som först beskrevs av McIntosh 1915.  Clymenura johnstoni ingår i släktet Clymenura och familjen Maldanidae. Arten är reproducerande i Sverige. Inga underarter finns listade i Catalogue of Life.